# يك لنغي
یك لنغي هي قرية في مقاطعة أصفهان، إيران. يقدر عدد سكانها بـ 158 نسمة بحسب إحصاء 2016.